# انارده
انارده یا همان اناده به گویش محلی، روستایی است از روستاهای استان قزوین.
این روستا در جنوب شهر معلم کلایه از روستاهای منطقه الموت می‌باشد.
محصولات کشاورزی آن عبارتند از:
سیب، گیلاس، گلابی، گندم، انگور.
نقاط دیدنی انارده:
منطقه حاصلخیز جیردشت، رانه کوله، تخت سنگ عظیم و عجیب اسکول به ضمه الف مانند اردو.
آب و هوای انارده در فصل بهار نسبتاً خنک و دارای طراوت خاصی می‌باشد. در تابستان هوا گرم و در فصل پائیز و زمستان هوا کاملاً سرد و خنک می‌باشد.
از مناطق همجوار انارده، روستاهای شمس کلایه، اسطلبر، باغدشت و شهر معلم کلایه را می‌توان نام برد.
قبل از تبدیل معلم کلایه به شهر در تقسیمات کشوری، مردم منطقه، چهار روستای همجوار معلم کلایه در غرب، اسطلبر در شرق، شمس کلایه در شمال و انارده در جنوب را به واژه چهارنایه (در گویش محلی) یا همان چهار ناحیه می‌شناختند.

## آثار دیدنی
یکی از دیدنی‌های روستای اناده الموت به زبان محلی اسکول نام دارد. اسکول سنگ بزرگی است که در بالاترین قسمت آن به وسیله دست تغییر یافته‌است و احتمالاً در گذشته برای دیده‌بانی یا اطلاع‌رسانی استفاده می‌شده‌است. در قسمت زیرین آن غاری کوچک قرار دارد که برای نگهداری حیوانات استفاده می‌شود. امروزه علاقه مندان به سنگ نوردی (از مسیرهای سخت) و بازدیدکنندگان معمولی از قسمت‌های آسان می‌توانند به بالای آن صعود بکنند.
از بازیهای بومی این روستا در روز ۱۳ بدر می‌توان به بازی تپ کش اشاره کرد که تمامی اهالی روستا در کنار آرامستان روستابازی می‌کنند که شبیه بازی بیس بال می‌باشد و در پایان بازی با همت خانمهای روستا آش رشته پخته و در بین همه اهالی پخش می‌شود.
رانه کوله در انتهای جنوب غرب جیردشت جشمه‌ای است که از دل سنک‌ها می‌جوشد و در مسیر خود مقدار زیادی درختان بید وحشی و تمشک را سیراب کرده و منشأ رودخانه جیروخانه به‌شمار می‌آید. جیروخانه در گذشته در تمام ایام سال به روستای باغ دشت می‌رسید و به شاهرود متصل می‌شد. اما امروزه به دلیل کشت برنج در فصل تابستان این رود قطع می‌شود.
از دیگر دیدنی‌های روستای اناده دو چشمه در قسمت شرقی آن هستند که به چشمه بالایی و چشمه پایینی معروف هستند. این دو چشمه در ترکیب بایکدیگر آب زراعی برای جیردشت یا مجموعه باغ‌هایی که در قسمت جنوبی روستا قرار دارند را فراهم می‌آورند.
تپه نسامه کش در قسمت جنوب غرب روستای اناده یکی از جاذبه‌های دیدنی دیگر روستای اناده محسوب می‌گردد که در قسمت غربی آن گیاه‌های کمرگل روییده‌است که صبح‌های تابستان افراد زیادی برای چیدن این گیاه وحشی به آنجا مراجعه می‌کنند.
از دیگر دیدنی‌های اناده می‌توان به آسمان گره (پر از درختان کری یا زالزالک است)، پلیان دشت، دستشویی سنگی خانه مش خیرالله، امامزاده تله و انارهای وحشی نزدیک اسکول اشاره کرد.